# ستاد الجيش (السويس)
ستاد الجيش يسمى أيضا استاد الجيش بالسويس وهو استاد مخصص لكرة القدم ويقع في السويس في مصر، ويتسع الأستاد لحوالى 45,000 متفرج. يتخذه نادي بتروجيت ملعبا له بالإضافة لناديي غزل السويس والقناة في الدوري المصري لكرة القدم. ارضية الملعب عشبية